# إيرا هاتشينسون
إيرا هاتشينسون (بالإنجليزية: Ira Hutchinson)‏ هو لاعب كرة قاعدة أمريكي، ولد في 31 أغسطس 1910 في شيكاغو في الولايات المتحدة، وتوفي بنفس المكان في 21 أغسطس 1973.

## وصلات خارجية
- إيرا هاتشينسون على موقع دوري كرة القاعدة الرئيسي (الإنجليزية)
- إيرا هاتشينسون على موقعبيزبول رفرنس.كوم (الدوري الرئيسي) (الإنجليزية)
- إيرا هاتشينسون على موقعبيزبول رفرنس.كوم (الدوري الثانوي) (الإنجليزية)
- إيرا هاتشينسون على موقع مشجعي الرسوم البيانية (الإنجليزية)